# Neophrissospongia nolitangere
Neophrissospongia nolitangere är en svampdjursart som först beskrevs av Schmidt 1870.  Neophrissospongia nolitangere ingår i släktet Neophrissospongia och familjen Corallistidae.
Artens utbredningsområde är Portugal. Inga underarter finns listade i Catalogue of Life.